# Shining Force CD
Shining Force CD est un tactical RPG de Sega sorti sur Mega-CD en 1994 (au Japon). Il s'agit d'un épisode de la série Shining, reprenant les épisodes Shining Force Gaiden et Shining Force Gaiden II.

## Système de jeu
Comme dans les épisodes « Gaiden » sur Game Gear et contrairement aux versions Mega Drive, le jeu n'est composé que de combats ; et s'il est toujours possible d'acheter son équipement il n' est plus possible de se déplacer librement dans les villages.

## Dates de sortie
- Au Japon : 22 juillet 1994
- En Europe : juin 1995
- Aux États-Unis : 22 mars 1995